# سیارک ۱۳۵۱
سیارک ۱۳۵۱ (به انگلیسی: 1351 Uzbekistania، نامگذاری:1934TF) هزار و سیصد و پنجاه و یکمین سیارک کشف شده‌است که در ۵ اکتبر ۱۹۳۴ و در رصدخانه سایمیز کشف شد.
قدر مطلق سیارک برابر ۹٫۶۰ است.